# Kurdščina
Kurdščina je avtohtoni jezik etnične skupine Kurdov na bližnjem in srednjem vzhodu, ki se govori na večdržavnem etičnem ozemlju, imenovanem Kurdistan. 
Kot regionalno priznani jezik etnične manjšine, se ga kot sredstvo razumevanja in uradovalni jezik uporablja na manjših območjih Turčije, Sirije (Rojava), Iraka in Irana.